# Renato Ricci
Renato Ricci (01 de junho de 1896 Carrara, Itália — 22 de janeiro de 1956 (59 anos) Roma, Itália), foi um político e militar italiano ativo durante o governo de Mussolini.

## Biografia
Ricci nasceu em 1º de junho de 1896 em Carrara em uma família da classe trabalhadora. Ele ganhou destaque pela primeira vez como legionário de Gabriele d'Annunzio de 1919 a 1920. Ele foi preso por suas atividades e encarcerado em Sarzana levando em 1920 a uma tentativa fracassada de libertá-lo por ativistas fascistas que, apesar de ser um fracasso provou ser um sucesso de propaganda.
Como "ras" [en] do esquadrão fascio em sua cidade natal, Ricci inicialmente demonstrou as origens esquerdistas do fascismo ao apoiar uma greve de 40 dias dos trabalhadores das pedreiras em 1924. Após o período como líder de esquadrão em Carrara, a influência de Ricci aumentou e ele acabou se tornando chefe do movimento juvenil Opera Nazionale Balilla.
Tornou-se membro do governo e serviu como Ministro das Corporações de Mussolini. Politicamente, tornou-se conhecido como um dos principais simpatizantes do nazismo no governo fascista. De fato, junto com outros de pensamento semelhante, como Giovanni Preziosi e Roberto Farinacci, ele fugiu para a Alemanha nazista antes do ataque Gran Sasso e se encontrou com Il Duce lá após a captura do líder fascista por Otto Skorzeny.
Com uma reputação de violência de longa data, ele estabeleceu ligações com Heinrich Himmler através da milícia fascista antes de julho de 1943. Com o apoio nazista, ele e Alessandro Pavolini começaram a criar uma nova gendarmeria paramilitar. Ele serviu como líder desse grupo, a Guarda Nacional Republicana, durante a República Social Italiana. Ricci também foi o chefe do Corpo de Polícia Republicano estabelecido em dezembro de 1944 como parte das Forças Armadas italianas. Este grupo incluía os Camisas Negras, os membros da Polícia Africana Italiana servindo em Roma e os Carabinieri. O Corpo seria a entidade que atuaria contra os grupos antifascistas e seria autônomo (não subordinado a Rodolfo Graziani) de acordo com uma ordem emitida por Mussolini em 19 de novembro de 1944.
Após o colapso da República de Salò, um tribunal do movimento de resistência italiano dispensou Ricci após decidir que sua força era simplesmente uma polícia interna. Ele morreu em 22 de janeiro de 1956 em Roma. Ele foi condenado a 30 anos de prisão, mas foi libertado em 1950 devido a uma anistia geral. Em 1955, tornou-se um dos fundadores da neofascista Associação de Militares do RSI.